# 佐々木蔵之助
佐々木 蔵之助（ささき くらのすけ、生没年不詳）は、壬生浪士組隊士、新選組隊士。名は蔵之丞とも。
文久3年5月頃に入隊し、同月25日の「幕府提出上書署名者一覧」に名前が見られる。同年の八月十八日の政変に参加。元治元年6月5日の池田屋事件にも参戦、褒賞金として15両得ている。しかし、慶応元年7月までに離隊しており、以後の消息は不明。
| スタブアイコン | サブスタブ | この項目は、まだ閲覧者の調べものの参照としては役立たない、人物に関連した書きかけの項目です。この項目を加筆・訂正などしてくださる協力者を求めています（P:人物伝/PJ:人物伝）。 |